# Grand Canyon Skywalk

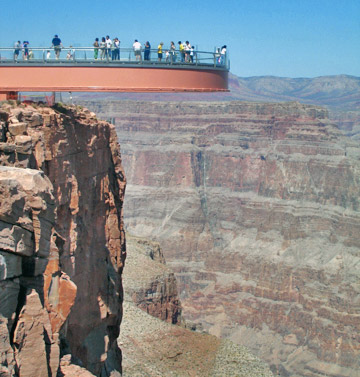
Grand Canyon Skywalk

Grand Canyon Skywalk är en utsiktsplattform som är en turistattraktion. Den ligger längs Coloradofloden i utkanten av Grand Canyon i Arizona, USA. Grand Canyon Skywalk uppfördes av hualapai-indianerna, invigdes 20 mars 2007 och öppnades för allmänheten 28 mars 2007. 
Den hästskoformade glasbågen hänger 1 200 meter över Grand Canyons botten och sträcker sig 20 meter ut från canyonkanten. Golvet och sidorna består av 10,2 centimeter tjockt glas. Plattformen klarar 70 tons vikt, vilket möjliggör att 800 personer kan befinna sig där samtidigt. Maxantalet är dock 120 personer. Alla besökare får skoskydd för att förhindra halkolyckor och för att skydda glaset från repor.
Byggandet började i mars 2004 och den rullades på plats 7 mars 2007 efter flera dagars testande för att säkerställa att den klarar alla påfrestningar på plats i Grand Canyon. Kostnaden för Grand Canyon Skywalk överstiger $40 miljoner.
Området kommer även att ha ett museum, en biosalong, souvenirbutik och flera restauranger.